# Киселёвское сельское поселение (Пермский край)
Киселёвское се́льское поселе́ние — муниципальное образование в Суксунском районе Пермского края Российской Федерации.
Административный центр — деревня Киселёво.

## История
Статус и границы сельского поселения установлены Законом Пермской области от 10 ноября 2004 года № 1719-349 «Об утверждении границ и о наделении статусом муниципальных образований Суксунского района Пермского края»

## Население
| 2010  | 2012  | 2013  | 2014  | 2015  | 2016  | 2017  |
| ----- | ----- | ----- | ----- | ----- | ----- | ----- |
| 2700  | ↘2685 | ↘2659 | ↘2642 | ↘2626 | ↘2603 | ↘2593 |
| 2018  | 2019  |       |       |       |       |       |
| ↘2549 | ↘2503 |       |       |       |       |       |

## Состав сельского поселения
| №  | Населённый пункт | Тип населённого пункта          | Население |
| -- | ---------------- | ------------------------------- | --------- |
| 1  | Верх-Суксун      | село                            | 115       |
| 2  | Дикое Озеро      | деревня                         | 95        |
| 3  | Киселево         | деревня, административный центр | 671       |
| 4  | Ковалево         | деревня                         | 216       |
| 5  | Куликово         | деревня                         | 33        |
| 6  | Моргуново        | деревня                         | 179       |
| 7  | Опалихино        | деревня                         | 247       |
| 8  | Сабарка          | село                            | 661       |
| 9  | Советная         | село                            | 255       |
| 10 | Цыганы           | деревня                         | 44        |
| 11 | Южный            | посёлок                         | 184       |